# Kelly Dulfer
Kelly Dulfer (Schiedam, 1994. március 21. –) világbajnok és bajnokok ligája-győztes holland válogatott kézilabdázó, balátlövő, a Győri Audi ETO KC játékosa.

## Pályafutása

### Klubcsapatokban
Kelly Dulfer hazájában kezdte kézilabda pályafutását, a HV Ventura csapatában. 2012-ben a HV Quintus csapatához igazolt, egy évvel később pedig a Schuler Afbouwgroep DOS játékosa lett. A 2014-2015-ös szezonban holland bajnok és kupagyőztes lett a csapattal. Ezt követően légiósnak állt és Németországba szerződött, a VfL Oldenburg csapatához. Két szezont töltött ott, ezalatt 51 bajnoki mérkőzésen 182 gólt ért el, majd a dán København Håndbold szerződtette 2017 nyarán. A koppenhágai csapattal a 2017–2018-as szezonban bajnoki címet nyert. 2019 nyarán újra Németországba igazolt, a Borussia Dortmund csapatához. A Dortmunddal 2021-ben megnyerte a német bajnokságot. A 2021-22-es szezontól az SG BBM Bietigheim csapatának játékosa lett. A Bietigheimmel 2021-ben a DHB-Szuperkupát, 2022-ben és 2023-ban a német bajnokságot, 2022-ben az EHF-Európa-ligát, 2022-ben és 2023-ban pedig a Német Kupát nyerte meg. A 2024–2025-ös idénytől a Győri ETO játékosa.

### A válogatottban
2013-ban mutatkozott be a holland válogatottban. A nemzeti csapattal ezüstérmet szerzett a 2015-ös világbajnokságon és a 2016-os Európa-bajnokságon, valamint részt vett a 2016-os riói olimpián. 2017-ben világbajnoki bronzérmes lett. 2017-ben a világbajnokságon, majd egy év múlva az Európa-bajnokságon is bronzérmet nyert a válogatottal. 2019-ben világbajnoki címet nyert a nemzeti csapattal, a Japánban rendezett torna döntőjében Spanyolországot győzték le 30–29-re.